# C4orf46
C4orf46 (англ. Chromosome 4 open reading frame 46) – білок, який кодується однойменним геном, розташованим у людей на 4-й хромосомі. Довжина поліпептидного ланцюга білка становить 113 амінокислот, а молекулярна маса — 11 899.
| 10         |  | 20         |  | 30         |  | 40         |  | 50         |
| ---------- |  | ---------- |  | ---------- |  | ---------- |  | ---------- |
| MADPEELQVS |  | SPPPPPPSSP |  | SSSDASAASS |  | PGGPVSLGWP |  | VPSRSSGPTV |
| DQLEEVELQI |  | GDAAFSLTKL |  | LEATSAVSAQ |  | VEELAFKCTE |  | NARFLKTWRD |
| LLKEGYDSLK |  | PDD        |  |            |  |            |  |            |

A: Аланін

C: Цистеїн

D: Аспарагінова кислота

E: Глутамінова кислота

F: Фенілаланін

G: Гліцин

I: Ізолейцин

K: Лізин

L: Лейцин

M: Метіонін

N: Аспарагін

P: Пролін

Q: Глутамін

R: Аргінін

S: Серин

T: Треонін

V: Валін

W: Триптофан

Локалізований у цитоплазмі.